# Golfimbul
Golfimbul je bil ork in goblinski kralj gore Gram.

## Zgodovina
Golfimbul je vodil goblinsko četo v napad na Šajersko leta 2747 Tretjega veka. Rjoveči Jemec ga je srečal v Severnem okraju Šajerske in ga premagal v Bitki na Zelenih poljanah. Rjoveči je bil tako velike (za hobitska merila) postave, da je lahko jezdil konja in je Golfimbulu z leseno gorjačo odbil glavo, ki je letela sto metrov daleč po zraku in priletela natančno v zajčjo luknjo. Tako ima posredno tudi Golfimbul (oziroma njegova glava) zasluge za izum golfa.

## Izvor imena
Ime Golfimbul je sestavljeno iz: golf in Fimul. Fimbul v stari noldorščini pomeni velik.

## Druge različice
V zgodnji različici Hobita je Tolkien uporabil ime Fingolfin, za goblinskega poveljnika, ki je tudi vseboval besedo golf, kot šaljiv namig na izvor igre (čeprav ne tako izrazito kot v Golfimbul). Leta 1960 je ime spremenil v Golfimbul. John D. Raterliff je ugibal, da je to storil bodisi zaradi razvoja Tolkienovih jezikov, bodisi zato, ker je hotel opustiti šalo o golfu (popravek iz leta 1960 je bil prizadevanje za "nadgradnjo" Hobita na isto epsko raven kot Gospodar prstanov, saj je po izdaji Gospodarja prstanov obžaloval začetniško "razigranost").
1. ↑  »Golfimbul - Tolkien Gateway«. tolkiengateway.net. Pridobljeno 2. aprila 2022.